# Shaleum Logan
Shaleum Logan, född 29 januari 1988 i Manchester, är en engelsk fotbollsspelare som spelar för Aberdeen.

## Karriär
Efter att ha kämpat sig igenom Manchester Citys ungdomsled, gjorde Shaleum Logan sin A-lags-debut i slutet av augusti 2007. Debuten var i 2-1-segern borta mot Bristol City i Ligacupen. Även omgången därefter, en månad senare, fick engelsmannen spela. Efter debuten i Citys A-lag så fick Logan desto mer speltid. Först i utlåningen till Grimsby Town, där han dessutom gjorde mål i debuten. Men sedan även i utlåningarna till Scunthorpe och Stockport samma säsong. Säsongen därpå (2008/2009) fick Shaleum Logan endast spela en match på A-lags-nivå. Det var den 14 februari 2009 som engelsmannen, då 21 år gammal, fick spela i 0-2-förlusten mot Portsmouth. Ett halvår senare gjorde han sin debut för sin nya klubb, Tranmere Rovers, som han säsongen 2009-2010 var utlånad till från Manchester City.